# Чемпіонат Європи з легкої атлетики в приміщенні 1970
Чемпіонат Європи з легкої атлетики в приміщенні 1970 відбувся 14-15 березня у Відні у палаці «Вінер Штадтгалле» на арені з довжиною кола 200 м.

## Призери

### Чоловіки
| Дисципліни              | Золото                                                                | Золото         | Срібло                                                                     | Срібло  | Бронза                                                                | Бронза  |
| ----------------------- | --------------------------------------------------------------------- | -------------- | -------------------------------------------------------------------------- | ------- | --------------------------------------------------------------------- | ------- |
| 60 метрів               | Валерій Борзов СРСР                                                   | 6,6 CR         | Зенон Новош Польща                                                         | 6,7     | Яркко Тапола Фінляндія                                                | 6,7     |
| 400 метрів              | Олександр Братчиков СРСР                                              | 46,8           | Анджей Баденський Польща                                                   | 46,9    | Юрій Зорін СРСР                                                       | 48,4    |
| 800 метрів              | Євген Аржанов СРСР                                                    | 1.51,0         | Хуан Боррас Іспанія                                                        | 1.51,9  | Йоже Меджимурець Югославія                                            | 1.51,9  |
| 1500 метрів             | Генрик Шордиковський Польща                                           | 3.48,8         | Френк Мерфі Ірландія                                                       | 3.49,0  | Володимир Пантелей СРСР                                               | 3.49,8  |
| 3000 метрів             | Рікі Вайлд Велика Британія                                            | 7.46,85 WIB CR | Гаральд Норпот ФРН                                                         | 7.49,50 | Хав'єр Альварес Іспанія                                               | 7.52,45 |
| 60 метрів з бар'єрами   | Гюнтер Ніккель ФРН                                                    | 7,8 CR         | Франк Зібек НДР                                                            | 7,8 CR  | Ґі Дрю Франція                                                        | 7,8 CR  |
| 4×400 метрів            | СРСРЄвген Борисенко Юрій Зорін Борис Савчук Олександр Братчиков       | 3.05,9 WIB CR  | ПольщаЯн Вернер Станіслав Грендзиньський Ян Боляховський Анджей Баденський | 3.07,5  | ФРНДітер Хюбнер Карл-Герман Тофауте Ульріх Штрохгеккер Гельмар Мюллер | 3.10,7  |
| 400+600+800+1000 метрів | СРСРОлександр Конніков Сергій Крючок Володимир Колесников Іван Іванов | 6.18,0         | ПольщаЕдмунд Боровський Станіслав Васькевич Казімеж Вардак Ерік Желязни    | 6.18,8  | ФРНГорст Гасслінгер Лотар Гірш Манфред Генне Інго Зенсбург            | 6.19,6  |
| Стрибки у висоту        | Валентин Гаврилов СРСР                                                | 2,20 CR        | Герд Дюркоп НДР                                                            | 2,17    | Шербан Йоан Румунія                                                   | 2,17    |
| Стрибки з жердиною      | Франсуа Траканеллі Франція                                            | 5,30 CR        | Челль Ісакссон Швеція                                                      | 5,25    | Вольфганг Нордвіг НДР                                                 | 5,20    |
| Стрибки у довжину       | Тину Лепік СРСР                                                       | 8,05 CR        | Клаус Беєр НДР                                                             | 7,99    | Рафаель Бланкер Іспанія                                               | 7,92    |
| Потрійний стрибок       | Віктор Санєєв СРСР                                                    | 16,95 WIB CR   | Йорг Дремель НДР                                                           | 16,74   | Шербан Чокіне Румунія                                                 | 16,47   |
| Штовхання ядра          | Гартмут Брізенік НДР                                                  | 20,22 CR       | Гайнц-Йоахім Ротенбург НДР                                                 | 19,70   | П'єр Кольнар Франція                                                  | 18,96   |

### Жінки
| Дисципліни             | Золото                                                                 | Золото        | Срібло                                                                   | Срібло     | Бронза                                                             | Бронза |
| ---------------------- | ---------------------------------------------------------------------- | ------------- | ------------------------------------------------------------------------ | ---------- | ------------------------------------------------------------------ | ------ |
| 60 метрів              | Ренате Майсснер НДР                                                    | 7,4           | Сільвіан Телльє Франція                                                  | 7,5        | Вілма ван ден Берг Нідерланди                                      | 7,5    |
| 400 метрів             | Мерілін Ньюфвіль Велика Британія                                       | 53,01 WIB CR  | Крістель Фрезе ФРН                                                       | 53,13      | Колетт Бессон Франція                                              | 53,63  |
| 800 метрів             | Марія Сікора Австрія                                                   | 2.07,0 WIB CR | Людмила Брагіна СРСР                                                     | 2.07,5     | Зофія Колаковська Польща                                           | 2.07,6 |
| 60 метрів з бар'єрами  | Карін Бальцер НДР                                                      | 8,2 WIB CR    | Лія Хітріна СРСР                                                         | 8,2 WIB CR | Тереза Сукневич Польща                                             | 8,5    |
| 4×200 метрів           | СРСРНадія Бесфамільна Віра Попкова Галина Бухаріна Людмила Самотьосова | 1.35,7 CR     | ФРНЕльфгард Шиттенгельм Аннелі Вільден Маріанне Болліг Аннегрет Кронігер | 1.37,6     | АвстріяМарія Сікора Брігітте Ортнер Кріста Кепплінгер Ханна Бургер | 1.40,8 |
| 200+400+600+800 метрів | ФранціяСільвіан Телльє Мірей Тестаньєр Колетт Бессон Ніколь Дюклос     | 4.58,4        | ФРНЕльфгард Шиттенгельм Хайді Герхард Крісте Мертен Ютта Хазе            | 5.01,1     | СРСРЛюдмила Голомазова Ольга Клейн Надія Ільїна Світлана Мощенок   | 5.02,2 |
| Стрибки у висоту       | Ілона Гузенбауер Австрія                                               | 1,88 WIB CR   | Корнелія Попеску Румунія                                                 | 1,82       | Ріта Шмідт НДР                                                     | 1,82   |
| Стрибки у довжину      | Віоріка Віскополяну Румунія                                            | 6,56 CR       | Гайде Розендаль ФРН                                                      | 6,55       | Мирослава Сарна Польща                                             | 6,54   |
| Штовхання ядра         | Надія Чижова СРСР                                                      | 18,80 WIB CR  | Ганнелор Фрідель НДР                                                     | 18,39      | Маріта Ланге НДР                                                   | 18,09  |

## Медальний залік
| Місце               | Країна              | Золото | Срібло | Бронза | Загалом |
| ------------------- | ------------------- | ------ | ------ | ------ | ------- |
| 1                   | СРСР                | 10     | 2      | 3      | 15      |
| 2                   | НДР                 | 3      | 6      | 3      | 12      |
| 3                   | Франція             | 2      | 1      | 3      | 6       |
| 4                   | Австрія             | 2      | 0      | 1      | 3       |
| 5                   | Велика Британія     | 2      | 0      | 0      | 2       |
| 6                   | ФРН                 | 1      | 5      | 2      | 8       |
| 7                   | Польща              | 1      | 4      | 3      | 8       |
| 8                   | Румунія             | 1      | 1      | 2      | 4       |
| 9                   | Іспанія             | 0      | 1      | 2      | 3       |
| 10                  | Ірландія            | 0      | 1      | 0      | 1       |
| 10                  | Швеція              | 0      | 1      | 0      | 1       |
| 12                  | Югославія           | 0      | 0      | 1      | 1       |
| 12                  | Нідерланди          | 0      | 0      | 1      | 1       |
| 12                  | Фінляндія           | 0      | 0      | 1      | 1       |
| Загалом (14 збірні) | Загалом (14 збірні) | 22     | 22     | 22     | 66      |

## Відео
- Відеозвіт на YouTube

## Виступ українців
| Чоловіки (6) | Чоловіки (6)       | Чоловіки (6) | Чоловіки (6)           |
| Місце        | Атлет              | Дисципліна   | Результат              |
| ------------ | ------------------ | ------------ | ---------------------- |
| 1            | Валерій Борзов     | 60 м         | 6,6                    |
| 1            | Євген Аржанов      | 800 м        | 1.51,0 (1.50,1 NIB)[a] |
| 3            | Володимир Пантелей | 1500 м       | 3.49,6                 |
|              | Олександр Демус    | 60 м з/б     | 8,0 (7,8)[a]           |
|              | Геннадій Блізнєцов | жердина      | 5,00                   |
|              | Леонід Борковський | довжина      | 7,68                   |

| Жінки (1) | Жінки (1)   | Жінки (1)  | Жінки (1) |
| Місце     | Атлетка     | Дисципліна | Результат |
| --------- | ----------- | ---------- | --------- |
| 2         | Лія Хитріна | 60 м з/б   | 8,2 =WIB  |

a  Тут і надалі у дужках вказаний більш високий результат, що був показаний на попередній стадії змагань (у забігу чи кваліфікації).